# خاندان ابن هندو
اِبْنِ هِنْدو، نام چند تن از کاتبان، شاعران و ادیبان ایرانی‌نژاد سده‌های ۴ و ۵ ق(۱۰ و ۱۱م.) است که زندگی‌نامهٔ دو تن از آنان چنان به هم آمیخته که تفکیک یکی از دیگری دشوار می‌نماید. منابع ما در موارد بسیار، روایات مربوط به علی را به پدرش حسین نسبت داده‌اند یا روایات مربوط به حسین را ذیل نام علی نهاده‌اند.
این خاندان، احتمالاً همه منسوب به خاندان شیعی مذهب آل هندو بوده و موطن اصلی نیاکان آنان هندوجان (هندیجان کنونی)، از روستاهای پیرامون قم، بوده‌است و کلمهٔ «هندو» در نام و نسبشان نشانهٔ تبار هندی آنان نیست. با این‌همه، چنین نیز می‌توان پنداشت که لفظ هندو در نام آن روستا، دلیل بر اقامت گروهی مهاجر هندی در آن بوده‌است. نسبت قمی، رازی، بغدادی و احیاناً طبرستانی که در بعضی منابع به دنبال نام آنان آمده، بی‌گمان از آن‌جاست که اعضای این خاندان به قم با دیگر شهرها مناصب دولتی داشته‌اند.

## افراد سرشناس
- ابوالفرج محمد بن هندوی رازی: شاعر اهل بیت
- ابوالفرج حسین بن محمد بن هندو: یکی از شاعران و دبیران عضدالدوله دیلمی
- ابوالفرج علی بن حسین بن هندو: کاتب، ادیب و شاعر مشهور
- ابوالشرف عمادبن ابی الفرج علی بن حسین بن هندو: ادیب و شاعر
- ابوالسماح بن ابی الفرج علی بن هندو، برادر پدری ابوالشرف عماد

## پی‌نوشت
1. ↑  دایرةالمعارف بزرگ اسلامی،  ج ۵، ذیل «ابن هندو».
2. ↑  دایرةالمعارف بزرگ اسلامی،  ج ۵، ذیل «ابن هندو».